# Посёлок № 2
Посёлок № 2 — посёлок в Рахьинском городском поселении Всеволожского района Ленинградской области.

## История

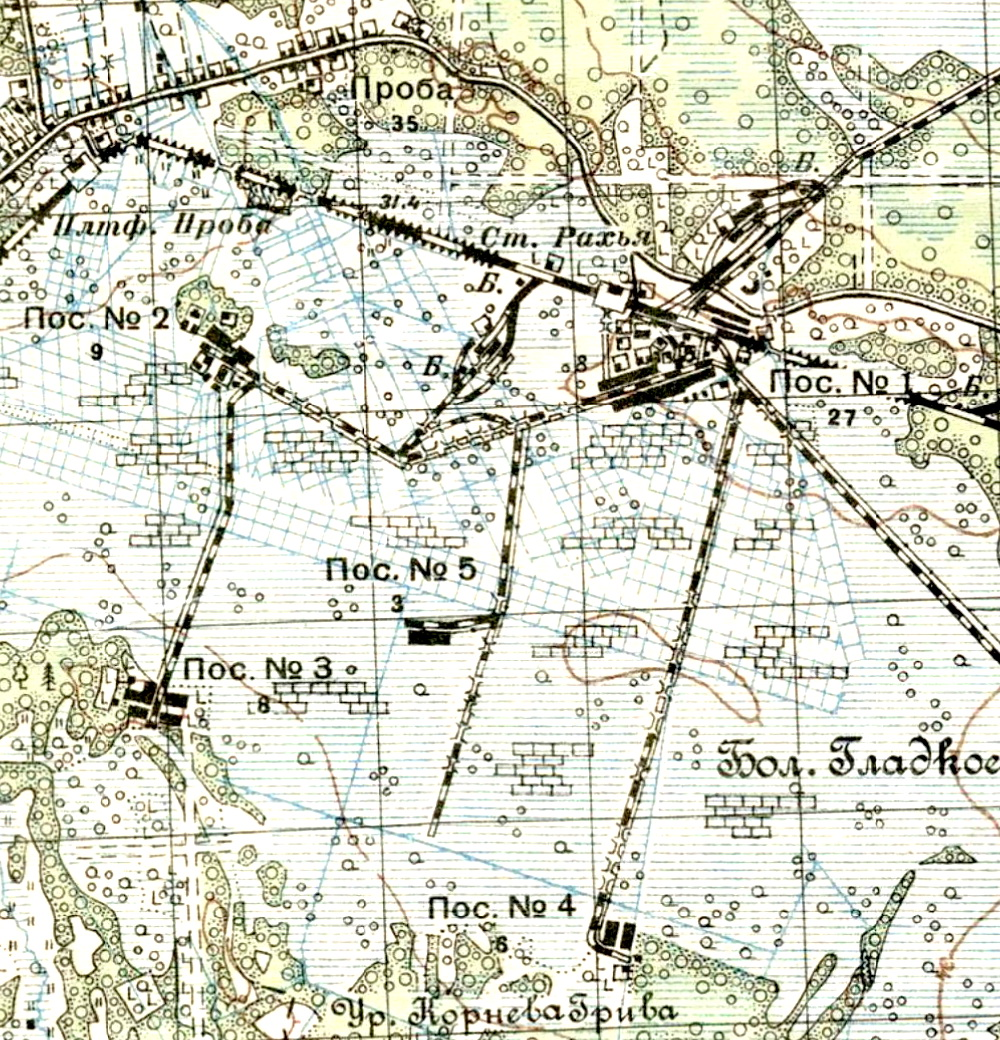
Посёлок № 2 на карте 1931 года

Согласно топографической карте РККА 1931 года Посёлок № 2 насчитывал 9 дворов.
В 1940 году посёлок насчитывал 11 дворов.
В годы войны в посёлке располагался полевой подвижный госпиталь № 2189.
Один из сохранившихся рабочих посёлков на бывших Ириновских торфоразработках. 
По данным 1966, 1973 и 1990 годов Посёлок № 2 входил в состав Вагановского сельсовета.
В 1997 году в посёлке проживали 6 человек, в 2002 году — 7 человек (русских — 72%), в 2007 году — 5.

## География
Расположен в центральной части района к югу от автодороге 41К-064 «Дорога жизни» (Санкт-Петербург — Морье) и деревни Проба, в месте первых торфоразработок на болоте Гладком.
Связан просёлочной дорогой с посёлком Рахья.
Расстояние до административного центра поселения — 3 км.

## Демография
| 2007 | 2010 | 2017 |
| ---- | ---- | ---- |
| 5    | ↗24  | ↘17  |

Национальный состав
Согласно данным Всероссийской переписи населения 2021 года в посёлке проживали 6 человек, все русские.